# Liste der Monuments historiques in Bougneau
Die Liste der Monuments historiques in Bougneau führt die Monuments historiques in der französischen Gemeinde Bougneau auf.

## Liste der Bauwerke
| Bezeichnung      | Beschreibung                  | Standort | Kennzeichnung | Schutzstatus   | Datum     | Bild           |
| ---------------- | ----------------------------- | -------- | ------------- | -------------- | --------- | -------------- |
| Kirche St-Pierre | Erbaut im 11./12. Jahrhundert | (Lage)   | PA00104628    | Classé Inscrit | 1913 2000 | weitere Bilder |

## Liste der Objekte
| Bezeichnung          | Beschreibung                                       | Standort                           | Kennzeichnung | Schutzstatus | Datum | Bild |
| -------------------- | -------------------------------------------------- | ---------------------------------- | ------------- | ------------ | ----- | ---- |
| Gemälde Saint Pierre | Öl auf Leinwand, 18. oder 19. Jahrhundert          | in der Kirche St-Pierre (Lage)     | PM17001575    | Inscrit      | 1989  |      |
| Glocke               | Bronze, 1742                                       | in der Kirche St-Pierre (Lage)     | PM17000045    | Classé       | 1942  |      |
| Altar                | Altar mit Tabernakel; Holz, Stein, 18. Jahrhundert | in der Kirche von Montignac (Lage) | PM17001287    | Inscrit      | 1982  |      |
| Tabernakel           | Stein, um 1600                                     | in der Kirche St-Pierre (Lage)     | PM17000630    | Classé       | 1994  |      |
| Gemälde Saint Paul   | Öl auf Leinwand, 18. oder 19. Jahrhundert          | in der Kirche St-Pierre (Lage)     | PM17001576    | Inscrit      | 1989  |      |
| Gemälde              |                                                    | in der Kirche St-Pierre (Lage)     | PM17001804    | Inscrit      | 1997  |      |